# Evangelista Torricelli

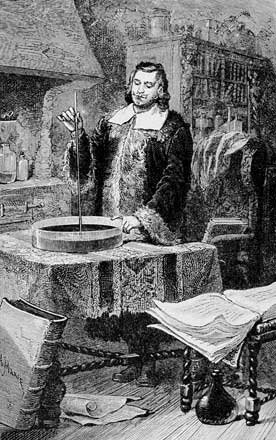
Evangelista Torricelli, gravură

Evangelista Torricelli (n. 15 octombrie 1608, Roma, Statele Papale – d. 25 octombrie 1647, Florența, Marele Ducat de Toscana) a fost un fizician și matematician italian.
S-a născut în Faenza și a rămas orfan de tată de la o vârstă fragedă. A fost crescut de unchiul său, care era călugăr, și care în anul 1627 l-a trimis la Roma pentru a studia cu benedictinul Benedetto Castelli (1577-1644), profesor de matematică la Collegio della Sapienza din Pisa și apoi la Roma.
Torricelli a fost primul care a măsurat presiunea atmosferică cu ajutorul barometrului cu mercur, aparat pe care l-a inventat în anul 1643. Acest aparat era format dintr-un tub de sticlă lung de 1 m umplut cu mercur, închis la un capăt; acoperind capătul deschis, Torricelli l-a întors și l-a scufundat cu gura în jos într-un vas în care se afla tot mercur. Eliberând capătul deschis al tubului, nivelul mercurului în tub a coborât, oprindu-se în jurul valorii de 76 de cm, cu unele variații datorate stării atmosferice. Deasupra mercurului rămânea un spațiu numit „cameră barometrică”, care este și primul vacuum obtinut în istoria științei.
Moartea lui Torricelli, în 1647, a fost cauzată de febră tifoidă.
O unitate de măsură a presiunii, torr, a fost denumită în onoarea sa: 1 torr este presiunea exercitată de o coloană de mercur de 1 mm înălțime. Unitatea de măsură a presiunii reținută însă de Sistemul Internațional de Unități este însă pascalul, denumită astfel în onoarea lui Blaise Pascal care a folosit barometrul lui Torricelli ca altimetru, demonstrând variații ale presiunii exercitate de aer prin variația înălțimii camerei barometrice în timpul ascensiunii muntelui Puy de Dôme de lângă orașul Clermont-Ferrand.
Numele său a fost dat unui asteroid, anterior clasificat sub numărul (7437).

## Despre
- Dicționar cronologic al științei și tehnicii universale, red. St. Balan, Bucuresti, 1979
- General editors: John  Daintith, Derek Gjertsen, Dictionary of Scientists, Oxford University Press, 1993, 1996

## Legături externe
- Evangelista Torricelli, Encyclopedia Britannica Evangelista Torricelli | Italian physicist and mathematician
- Evangelista Torricelli, Treccani Enciclopedia Torricèlli, Evangelista nell'Enciclopedia Treccani
- Evangelista Torricelli at the Mathematics Genealogy Project